# Striptijdschrift
Een striptijdschrift of stripblad is een tijdschrift met stripverhalen. In stripweekbladen vinden vaak voorpublicaties van stripverhalen plaats, die op een later tijdstip in stripalbums worden uitgebracht.

## In Nederland
In de jaren 1950 ontstonden in Nederland de striptijdschriften Donald Duck, Sjors en Pep. Na een periode van grote populariteit met oplages van over de 100.000 in de jaren zeventig zakte deze daarna in. De enige stripbladen die momenteel nog bestaan zijn de Donald Duck, Tina, Eppo en Zone 5300.

## Lijst van stripbladen

### Nederlandstalig
- Doe Mee!
- Donald Duck
- Eppo (vroeger: Sjors en Sjimmie)
- Fix & Foxi
- De Flintstones
- Gummi
- De Lijn
- Katrien
- Ketelbinkiekrant
- Kuifje
- Modern Papier
- Myx
- Ohee
- Olidin
- Pep
- Por Dios
- Rebellenclub
- Robbedoes
- Sjors
- StripGlossy
- Suske en Wiske Weekblad
- Talent Magazine
- Tante Leny presenteert!
- Titanic
- Tina
- Tom Poes Weekblad
- Tombola
- TV2000
- De Vrije Balloen
- Wham!
- Wordt Vervolgd
- Wrill

### Franstalig
- (À suivre)
- Bravo!
- Charlie
- Fluide Glacial
- Pilote
- Métal hurlant
- Rhaa Lovely
- Spirou
- Tintin
- Vécu
- Wrill

### Amerikaanse tijdschriften
- MAD
- RAW
- Zap Comix

### Brits
- The Beano
- The Dandy
- Eagle

### Portugees
- O Cavaleiro
- O Mosquito
- Tintin
- Visao

### Spaans
- 1984 / Zona 1984
- Cimoc
- Comix Internacional
- Creepy
- El Jueves
- El Víbora
- Eros Comix
- Kiss Comix
- Metropol
- Mortadelo
- Rambla
- Superlópez
- Thriller
- Top Cómics
- Totem
- Vampirella